# Arctornis chichibensis
Arctornis chichibensis är en fjärilsart som beskrevs av Matsumura 1927. Arctornis chichibensis ingår i släktet Arctornis och familjen tofsspinnare. Inga underarter finns listade i Catalogue of Life.